# Cybister modestus
Cybister modestus är en skalbaggsart som beskrevs av Sharp 1882. Cybister modestus ingår i släktet Cybister och familjen dykare. Inga underarter finns listade i Catalogue of Life.